# 10,000 Days (Tool)
10,000 Days è il quarto album in studio del gruppo musicale statunitense Tool, pubblicato il 2 maggio 2006 dalla Tool Dissectional.

## Promozione
Il 9 marzo 2006 il gruppo ha rivelato il titolo dell'album a seguito dell'annuncio della relativa tournée europea che avrebbe intrapreso tra maggio e luglio dello stesso anno. Il 27 dello stesso mese è stata diffusa la lista tracce e annunciato come singolo di lancio la traccia d'apertura Vicarious, trasmesso nelle stazioni radiofoniche rock statunitensi a partire dal 17 aprile; il brano ha raggiunto la seconda posizione della Alternative Airplay e della Mainstream Rock Airplay, mentre il relativo video musicale è stato reso disponibile il 18 dicembre 2007 all'interno dell'edizione DVD del singolo.
Il secondo singolo estratto dall'album è stato Jambi, entrato nelle stazioni radiofoniche statunitensi nel febbraio 2007.

## Tracce
Testi e musiche dei Tool.
1. Vicarious – 7:06
2. Jambi – 7:28
3. Wings for Marie (Part 1) – 6:11
4. 10,000 Days (Wings Part 2) – 11:13
5. The Pot – 6:21
6. Lipan Conjuring – 1:11
7. Lost Keys (Blame Hofmann) – 3:46
8. Rosetta Stoned – 11:11
9. Intension – 7:21
10. Right in Two – 8:55
11. Viginti Tres – 5:02

## Formazione
Gruppo
- Maynard James Keenan – voce
- Adam Jones – chitarra
- Justin Chancellor – basso
- Danny Carey – batteria

Altri musicisti
- Lustmord – effetti sonori (traccia 4)
- Bill McConnell – voce (traccia 6)

Produzione
- Tool – produzione
- Evil Joe Barresi – registrazione, missaggio
- Adam Jones – direzione artistica
- Mackie Osborn – grafica
- Alex Grey – illustrazione
- Travis Shinn – fotografia

## Classifiche
| Classifica (2006)          | Posizione massima |
| -------------------------- | ----------------- |
| Australia                  | 1                 |
| Austria                    | 1                 |
| Belgio (Fiandre)           | 1                 |
| Belgio (Vallonia)          | 6                 |
| Canada                     | 1                 |
| Danimarca                  | 2                 |
| Finlandia                  | 2                 |
| Francia                    | 7                 |
| Germania                   | 2                 |
| Grecia                     | 1                 |
| Italia                     | 4                 |
| Norvegia                   | 1                 |
| Nuova Zelanda              | 1                 |
| Paesi Bassi                | 1                 |
| Polonia                    | 1                 |
| Portogallo                 | 6                 |
| Regno Unito                | 4                 |
| Regno Unito (rock & metal) | 1                 |
| Spagna                     | 18                |
| Stati Uniti                | 1                 |
| Stati Uniti (rock)         | 1                 |
| Stati Uniti (tastemaker)   | 1                 |
| Svezia                     | 2                 |
| Svizzera                   | 3                 |